# 小行星4434
小行星4434（英語：4434 Nikulin）是一颗围绕太阳公转的小行星。1981年9月8日，柳德米拉·瓦斯列娜·朱然勒娃在克里米亚发现了此天体。
这颗小行星的绝对星等为209.1950432436205等。